# Anton Šoltýs
Anton Šoltýš (30. dubna 1937, Kežmarok – 12. prosince 2022) byl slovenský lyžař.

## Lyžařská kariéra
Na IX. ZOH v Innsbrucku 1964 reprezentoval Československo v alpském lyžování. V obřím slalomu skončil na 48. místě a ve slalomu vypadl ve 2. kole.